# Arius dispar
Arius dispar és una espècie de peix de la família dels àrids i de l'ordre dels siluriformes.

## Morfologia
Els mascles poden assolir els 34 cm de llargària total.

## Distribució geogràfica
Es troba a Taiwan i les Filipines.